# Giandomenico Mesto
Giandomenico Mesto (* 25. Mai 1982 in Monopoli (BA)) ist ein italienischer ehemaliger Fußballspieler, der zuletzt bei Panathinaikos Athen unter Vertrag stand.

## Karriere

### Verein
Mesto spielte die letzten Jahre seiner Jugend beim Reggina Calcio und rückte bereits 1998 in den Profikader des damaligen Zweitligisten auf. Nachdem er in der Aufstiegssaison 1998/99 zu einem Einsatz gekommen war, wurde er in der darauf folgenden Saison nicht berücksichtigt. Daher wurde er in den Spielzeiten 2000/01 und 2001/02 jeweils verliehen. Zurück bei Reggina schaffte er es bis zur Saison 2004/05, sich einen Stammplatz bei Reggina im defensiven Mittelfeld zu erspielen.
2007 zahlte Udinese Calcio 4,5 Millionen Euro an Reggina, um 50 % der Transferrechte von Mesto zu erwerben. Zudem spielte Mesto in der Saison 2007/08 für die Mannschaft aus Udine.

### Nationalmannschaft
Mesto war Teil des italienischen U-21-Nationalkaders, der bei der U21-Europameisterschaft 2004 unter Claudio Gentile in Deutschland den Titel errang. Im selben Jahr stand er auch im Kader der italienischen Olympiamannschaft, die bei den Sommerspielen in Athen die Bronzemedaille gewann. Mesto kam dabei zu insgesamt drei Kurzeinsätzen.
Am 9. Juni 2005 gab er unter Trainer Marcello Lippi gegen Serbien und Montenegro sein Debüt in der A-Nationalmannschaft Italiens, als er in der 35. Minute für Mauro Esposito eingewechselt wurde. Mesto wurde der erste Spieler der Reggina, der für Italien in einem A-Länderspiel zum Einsatz kam.

## Erfolge
- U-21-Europameister: 2004
- Italienischer Pokalsieger: 2013/14